# Marie baby-sitter
 (mai 2015).
Si vous disposez d'ouvrages ou d'articles de référence ou si vous connaissez des sites web de qualité traitant du thème abordé ici, merci de compléter l'article en donnant les références utiles à sa vérifiabilité et en les liant à la section « Notes et références ».
Marie baby-sitter est un jeu vidéo pour Windows développé par Tokkun Studio pour Gost Publishing et Tivola. Le jeu est distribué par Eidos en France, Transposia au Benelux, Tivola en Allemagne et Viva Media en Amérique du nord.
Marie Baby-Sitter est un jeu de simulation de vie où le joueur incarne une jeune baby-sitter qui doit prendre soin d'enfants âgés de 6 mois à 3 ans.
Le joueur doit nourrir les enfants, joueur avec eux, vérifier qu'ils sont propres et qu'ils ne manquent de rien, leurs raconter des histoires, les emmener au parc. À côté de travail, le joueur doit aussi vivre sa propre vie : laver sa maison, faire les courses, dormir, etc.
Le jeu offre un large choix d'adaptation au client en intégrant un éditeur de personnages où l'on peut y choisir son visage, sa couleur de peau, sa coupe de cheveux ou encore son style vestimentaire. 
Le joueur peut aussi créer une maison à son image en achetant différents meubles de décoration dans les magasins.

## Titres localisés
- Marie baby-sitter - France
- My Dream Job: Babysitter - Amérique du nord
- Mijn Droomjob, Babysitter - Benelux
- Mein Traumjob Babysitter - Allemagne